# Іван Обидовський
Іван Павлович Обидовський гербу Сулима (нар. 1676 — пом. 1701) — полковник ніжинський (1695 — 1701), наказний гетьман (1695, 1700—1701), небіж гетьмана Івана Мазепи.
Обидовський як наказний гетьман брав участь у війнах з Османською імперією (1695) і Шведською імперією (1700 — 1701). В 1701 році очолював 12-тисячне українське військо, яке на вимогу Петра І виступило під Нарву. У поході на Естонію та Інгерманландію від холоду і хвороб загинуло кілька тисяч козаків, зокрема і сам Обидовський.

## Життєпис

### Родина
Народився у шляхетській родині Павла Обидовського гербу Сулима та Олександри Степанівни Мазепи (це її перший шлюб), сестри гетьмана Мазепи.
Іван Обидовський виховувався у козацькому війську в Батурині.
Коли Івану виповнилося 13 років, дядько направив його навчатися до Києво-Могилянської академії.

### Азовські походи
В 1689 р. цар Петро I надав йому чин царського стольника і слободу в нільській волості з двадцятьма душами селян. Після закінчення Києво-Могилянської академії бл. 1693 р. почав військову службу при гетьманському дворі в Батурині. 1695 — Обидовський за протекції Івана Мазепи отримує посаду Ніжинського полковника.
У цьому ж році бере участь у бойових діях, коли його дядько приєднався до московської армії під керівництвом Петра І для участі в азовських походах.
Іван Мазепа командував самостійною групою українських козаків, що атакували османську фортецю Кизи-Кермень, а небіж зі своїм полком у званні наказового гетьмана воював під керівництвом А. М. Головіна..

### Північна війна
Під час північної війни Мазепа від командуючого російською армією А. Головіна отримав наказ про направлення двох козацьких загонів на поміч Речі Посполитій, яка воювала проти шведів у складі Північного союзу, і на поміч російській армії в Інгерманландію до Нарви. Мазепа призначив Івана Обидовського наказним гетьманом другого загону, до якого входили від 11 000 до 12 000 козаків.
31 січня 1701 року під час військового походу Обидовський застудився й помер в Пскові (чи під Нарвою). Його тіло було привезене в Україну, він був похований на території Києво-Печерської лаври.

### Родина
У січні 1698 в Батурині одружився з дочкою Генерального судді Василя Кочубея — Ганною. Мав синів Михайла та Івана, який у 1722—1723 роках навчався у Вроцлаві. 20 лютого 1702 р. Петро I надав їм за службу померлого батька села Крупичполе, Вишнівку, Сваричівку, Коровинці та Перевод. Коли в 1708 р. Іван Мазепа перейшов на бік Швеції, Петро I наказав утримувати колишню дружину Івана Обидовського, Ганну, в Полтаві під вартою. В 1710 році цар дозволив їй жити в Глухові "без караулу" але із забороною відвідувати інші міста, а всі її маєтки було конфісковано.

## Вшанування пам'яті
У Ніжині існує вулиця Полковника Обидовського.